# Temelucha persicator
Temelucha persicator là một loài tò vò trong họ Ichneumonidae.